# Ruchenna (przystanek kolejowy)
Ruchenna – nieczynny wąskotorowy przystanek osobowy w Ruchennie, w gminie Koło, w powiecie kolskim w województwie wielkopolskim, w Polsce. Został wybudowany w 1914 roku przez okupacyjne władze niemieckie.